# (7071) 1995 BH4
A (7071) 1995 BH4 a Naprendszer kisbolygóövében található aszteroida. Ueda Szeidzsi és Kaneda Hirosi fedezte fel 1995. január 28-án.